# 马尔特拉尼
马尔特拉尼（法語：Martragny，法語發音：[maʁtʁaɲi] ⓘ）是法国卡尔瓦多斯省的一个旧市镇，属于卡昂区。2017年，马尔特拉尼与临近的3个市镇合并为新市镇贝桑地区穆兰，马尔特拉尼为新市镇行政中心。

## 地理
马尔特拉尼（49°15'3"N, 0°35'49"W）面积3.69 平方千米，位于法国诺曼底大区卡爾瓦多斯省，该省份为法国西北部沿海省份，北濒大西洋英吉利海峡，东北与滨海塞纳省以海上边界相接，东临厄尔省，南至奧恩省，西与芒什省接壤。
与马尔特拉尼接壤的市镇（或旧市镇、城区）包括：卡尔卡尼、库隆、吕克维尔、瑟勒河畔沃。
马尔特拉尼的时区为UTC+01:00、UTC+02:00（夏令时）。

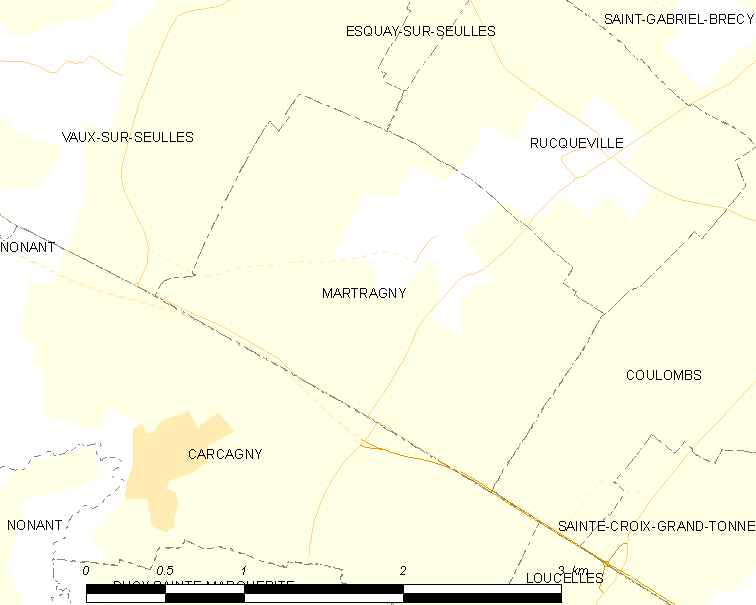
马尔特拉尼的OSM定位图

## 行政
马尔特拉尼的邮政编码为14740，INSEE市镇编码为14406。

## 政治
马尔特拉尼所属的省级选区为蒂和米县。

## 人口

1962-2008年间马尔特拉尼人口变化图示

马尔特拉尼于2018年1月1日时的人口数量为361人。